# Guy Revell
Pour les articles homonymes, voir Revell.
Guy Revell, né le 2 août 1941 à Toronto et mort le 11 mars 1981 à Coquitlam, est un patineur artistique canadien.

## Biographie

### Carrière sportive
Il patinait en couple avec Debbi Wilkes. Ensemble, ils ont remporté deux titres de champions canadiens et une médaille de bronze aux Jeux olympiques ainsi qu'aux championnats du monde.
Guy et Debbi ont commencé à patiner ensemble en 1958 et ils ont connu rapidement le succès. Ils sont reconnus pour leur style innovateur. En 1963, ils ont dû s'absenter des championnats du monde à la suite d'une blessure grave. Ils sont revenus la saison suivante, où ils ont remporté une médaille de bronze aux Jeux olympiques et aux Championnats du monde. Ils se sont retirés de la compétition en 1964.

### Reconversion
Après son retrait de la compétition amateur, Guy Revell a patiné les professionnels et a également enseigné le patinage artistique, jusqu'à son suicide en 1981.
Guy a été admis au Temple de la renommée de Patinage Canada avec Debbi Wilkes en 2001.

## Palmarès
Avec sa partenaire Debbi Wilkes
| Compétitions principales                                                                                                 | 1959 | 1960 | 1961 | 1962 | 1963 | 1964 |
| Jeux olympiques d'hiver                                                                                                  |      |      |      |      |      | 2e   |
| Championnats du monde |      | 11e  | CA   | 4e   | F    | 3e   |
| Championnats d’Amérique du Nord                                                                                          | 5e   |      | 3e   |      | 1er  |      |
| Championnats du Canada                                                                                                   |      | 3e   | 3e   | 3e   | 1er  | 1er  |
| Légende : F = Forfait ; CA = Championnats du monde de 1961 annulés à cause de la catastrophe aérienne du vol 548 Sabena. |      |      |      |      |      |      |